# Remedios (nome)
Remedios  è un nome proprio di persona spagnolo femminile.

## Varianti in altre lingue
- Catalano: Remei[1]

## Origine e diffusione

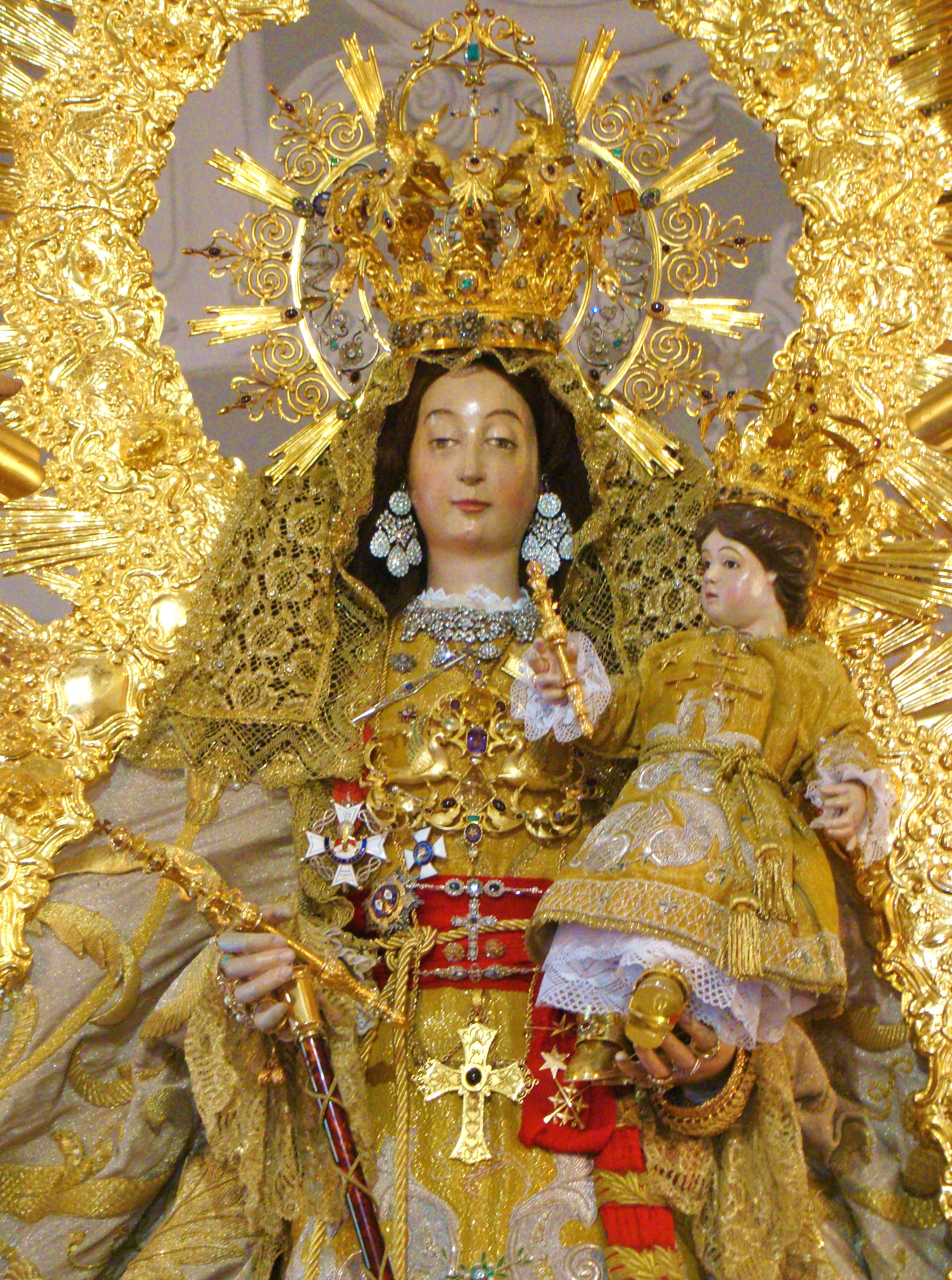
Statua della Virgen de los Remedios a Fregenal de la Sierra

Significa letteralmente "rimedi" (plurale di "rimedio"), "cure" in spagnolo; si tratta di un nome di origine devozionale alla Madonna, relativo al suo titolo di Virgen de los Remedios, cioè "Vergine dei Rimedi".
È quindi analogo, per ragioni di diffusione, a svariati altri nomi spagnoli, quali Almudena, Candelaria, Dolores, Milagros e via dicendo.

## Onomastico
L'onomastico si può festeggiare in occasione di questa ricorrenza mariana, la cui data può variare a seconda del luogo dove è celebrata.

## Persone
- Remedios Cervantes, modella spagnola
- Remedios Varo, pittrice spagnola naturalizzata messicana

## Il nome nelle arti
- Remedios è un personaggio della raccolta di racconti di Ben Pastor La Morte, il Diavolo e Martin Bora.
- Remedios Moscote e Remedios "la Bella" sono due personaggi del romanzo di Gabriel García Márquez Cent'anni di solitudine.